# AT Lady!
『AT Lady!』（オートマティック・レディ）は、のむら剛（現・岡野剛）の日本の漫画作品。

## 概要
1988年、第28回赤塚賞入選作。集英社の漫画雑誌『週刊少年ジャンプ』1988年33号に掲載。その後、数回の読み切り掲載を経て1989年52号から翌年（1990年）の11号まで連載された。岡野のデビュー作にして初コミック作品。雑誌刊行元より「ジャンプ・コミックス」レーベルにて単行本が発刊された。全2巻。次作品よりペンネームを現在の「岡野剛」に変えているため、デビュー時の「のむら剛」名義での唯一の単行本となっている。
連載の終了が何の前振りもない打ち切りであり、単行本も2巻の発行が遅れに遅れたため、当時さまざまな噂や憶測が飛び交った。この間、岡野はバイク事故のため右手を負傷しており、そのため単行本のための加筆修正もままならなかった。2巻の作者コメントには事故についての記述があり、骨折した右手が完治していない状態で単行本作業を行っていたようで、2巻の発行の遅れはこのためと言われている。
作品内容は、主人公である生まれたての美少女型ガイノイドによる、世間知らずであるが故の大ボケを主軸に据えたギャグコメディ。ギャグには低年齢レベルの下ネタ（糞便ネタ・スケベネタ）が多用されている。

## あらすじ
科学技術の高度化により、巷にロボットがあふれ出した近未来・2001年。より組織化・高度化した科学的犯罪が多発していた。この事実に業を煮やした警視庁は、ロボット刑事（Automatic-Tec / オートマティック・テック）プロジェクトを発令。その開発・現場運用主任として若き機械工学の天才・春田純一を警部に任命する。春田の活躍により、ロボット刑事プロジェクトは一定の成果を収め、全6計画が立案・成功へと導かれた。そして、春田はその6計画によって廃棄された部品を使い、オートマティック・テックの第7計画を立案した。これが、AT7号の誕生である。
だが、7号はその出自が災いしてかやる事なすこと大ボケの天然娘だった。刑事に向かないその性格で、問答無用に騒動を大きくしていく。かくて春田と7号、そして先輩ロボット刑事たちの愛と爆笑と苦難の大ボケコメディ生活が始まった。

## 登場キャラクター

### 警視庁AT部隊
主人公である7号も所属しているATの専門部署。ATは、ここの他に己の特殊装備に適した部署の所属でもある。なお、開発されたATたちの動力源は核融合反応炉で（1号 - 6号）、警視総監の趣味から全員が女性型になっている（8号を除く）。単行本第2巻の没設定紹介に男性型でなおかつ、ロボット然とした外形のAT0号が紹介されている。
7号
本作の主人公。警視庁が7番目に開発したロボット婦警で、正式名称はAutomatic-Tec 7号。専用マシンはミニ四駆タイプのパトロールカー、「あさぼらけ号（あさぼらけごう）」。その実態は、各種先行計画によってできてしまった廃棄予定の余剰パーツを、春田が寄せ集めて出来上がったリサイクル・ロボットである。不足分の部品は、ファミコンなどの各種玩具類の廃棄物から寄せ集めて作られたとも言われており、そのためか、遊ぶ事が仕事と思っている。
制服の色はエナメルホワイトで、7号の制服だけは他の姉達と違い微妙にデザインが異なっている。外見は黒髪ロングヘアの美少女で、劇中テロリストに「どうみても女子高生か女子中学生にしか見えない」と評された。性格は非常に無邪気で、天然、トンマで、朗らかなお人よし。全くの能無しで、常にシャレでは済まされない大ボケをかますこともある。それでも、“6人の姉たち”が持ち得なかった「ひたむきさ」と「やさしさ」で、凶悪な事件・犯罪に立ち向かって行く。
7号の人柄はやがて姉達をも感化させ、姉妹によるチームプレーも生み出す事になる。
ミニ四駆のごとく単三乾電池2本で起動し、7万馬力のパワーを誇るが、上記のような性格のため、トラブルの種にしかならない事の方が多い。所属は警邏課だが、開発されたばかりのためか基本的に春田預かりである。
低電圧（1.5V）なので、朝に弱い。気が動転すると、手近にある物を投げる癖がある。体が丈夫で、どんな攻撃でも傷一つ付かない。製造されたばかりのクセに警部の知能指数が600と聞いて、「仮面ライダーの本郷猛と一緒じゃないですか」と驚いたり、容疑者と聞いてはしだのりひこの「夜汽車」を歌うなど、昔の事に妙に詳しい。春田が開発した先輩達の専用マシンに憧れて、一晩で陸海空適応の万能マシンを作り上げて警部を驚かせた事もある。
座右の銘は「その内なんとかなるだろう」。
春田純一（はるた じゅんいち）
警視庁の警部。知能指数600を誇る機械工学の天才で、AT部隊の運用主任でもある。27歳で独身。一人称は「おれ」。高校卒業後、無銭旅行にて渡米し、MITにて掃除夫をしながらロボット工学の講義を盗み聴き、それを基礎としてほとんど独学で同分野を極める事に成功した。帰国後、警視庁に通常入庁。機械工学分野の天才である事に目をつけられ、AT計画の開発と運用を命じられる。
その業績は非常に高く、評価されるべきものだが、よりにもよって最後の最後で7号を作ってしまったがために、もはや出世は見込まれない。それどころか、7号が巻き起こす大ボケとそれに伴う被害（警視庁舎全壊など）の弁済のために向こう300年全額減俸（ただ働き）の身分となってしまう。
7号に対しては生みの親の責任として、よき上司たろうと7号の良い部分を常に評価し伸ばす事に腐心している。しかし、7号のボケ倒しに振り回される毎日である。
田舎に母親が存命であるらしい。かなりのヘビースモーカーで、愛用の煙草はゴロワーズ。
1号
最初に計画されたAT Lady。制服の色はゴールド。専用マシンはバイク（サイドカー）の「皇号（すめらぎごう）」。金髪碧眼で、バスト96センチの巨乳美女。体内に内蔵された電動コイルによって100万ボルトの高圧電流を発する能力を持ち、それを通電させるムチ（劇中では「電磁ロッド」と呼ばれる）が主武装。多少ヒステリックな性格で、少年好き。ブラッディ・ミサに二度他の姉と共々一蹴された時は女性らしい悲鳴を上げている。悪の戦闘員からのエロ攻撃を受けて他の妹達共々、悶える様に松戸狂授からは「いかに男性経験豊富そうな顔していても所詮生まれて1年に満たない生娘」と評価された。のちに加入した7号のおかげで、AT Ladyの長女として自覚していくことになっていく。少年課に所属する。
2号
スーパーコンピュータを内蔵した、頭脳派のAT Lady。制服の色はブルーグリーン。専用マシンは移動指令車の「魁号（さきがけごう）」。眼鏡を着用し、高度演算処理能力に優れている。過去のあらゆる事件のデータを記憶するのが得意で、作戦立案・指令などの戦略的能力にも長けている。冷静沈着で論理的思考を持ち、情報収集が趣味。ブラッディ・ミサと再度相対した時はそのデータは分析済みで楽勝と思って、鎧袖一触にされている。刑事総務課に所属する。
3号
格闘（もしくはケンカ）とプロレス観戦が趣味の肉体派AT Lady。7人の中では一番背が高い。一人称は「あたい」。制服の色はイタリアンレッド。専用マシンは小型飛行機の「飛燕号（ひえんごう）」。熱核ジェットエンジンによる飛行能力を持ち、豪快でいいかげんでケンカっ早いが腕は確か。乱闘になれば、3号に適うものはいない。ややひねた性格で人間に対して不信を抱いている節があるが、妹の7号に対しては優しい一面を見せることもしばしば。ブラッディ・ミサに一ひねりにされた時は強さの秘訣に気付いた。捜査4課（暴力団担当）に所属する。
4号
走り屋的性質を持つAT Lady。男勝りな気性のボク少女。黒髪のショートボブで黒目がちな印象的な顔立ちをしている。制服の色はモーブシャドー（薄紫色）。専用マシンはパトロールカーの「韋駄天号（いだてんごう）」。多少、自惚れが目立つときがある。ブラッディ・ミサに二度目も秒殺された時は信じられずにいた。加速装置が内蔵されており、単独自走でマッハ2.5の移動が可能。車が大好きで、交通課に所属する。
5号
各種高度武装を目的として作られたAT Lady。赤毛のツインテールでソバカスがあり、そこそこナイスバディ。制服の色はサファリオレンジ。専用マシンは装甲車の「毘沙門号（びしゃもんごう）」。X線レーザーキャノンを特殊装備として持ち、これを接続している間は通常視認ができなくとも百発百中の命中率を誇っている（他のATがこのレーザーキャノンを使用する時は、専用のアタッチメントとバッテリーを追加装備する必要がある）。他にも様々な武器のアタッチメントが可能で、軍用兵器すらも軽く使いこなしうる能力を持っている。一方で、勝気でわがままで反抗的な面もあるらしい。ブラッディ・ミサにまたも一瞬のうちに倒された時は認めたがらずにいた。機動隊に所属する。
6号
常に鳥（オウム）を連れている無口なAT Lady。制服の色はライムグリーン。専用マシンは大型輸送ヘリコプターの「雷神号（らいじんごう）」。レーダー、ソナーなどの探知機類や暗視装置などのような異知覚装備を持ち、一人で鑑識の仕事を全てこなす事が可能。引っ込み思案だが、松戸博士のメカに妹の7号が痛めつけられた時は激怒し、他の姉達と共に松戸博士に反撃を喰らわせている。ブラッディ・ミサに一撃の下に倒された時は特に反応はなかった。
なお、6号が連れ歩いている鳥は血肉ある生物ではなく、特殊装備のレーダーバードである。バストは78センチ。鑑識課に所属する。
8号（チビ）
7号が拾ったロボット犬をベースに再改造されたAT犬。元々は暗殺団「タイガー団」が某国の国王を暗殺する為に製造したサイボーグであり、紆余曲折を経て春田に再改造を施されて共に闘う仲間になった。常に7号と共に行動する警察犬。通常の犬の500倍の嗅覚を持つレーダーノーズ、時速800kmを叩き出す脚力、小型ロケットポッド・レーザー砲を内蔵している。2巻「8号誕生！」より登場。
警視総監
変態中年。前述の通りATが女性型になったのは彼の趣味。AT達にセクハラや覗き行為を働いては袋叩きに遭っている。読み切り版と連載で、若干デザインが異なっている。

### 犯罪者たち

#### 悪の組織「悪の組織」
松戸狂授（まつどきょうじゅ）
悪の組織である組織「悪の組織」の首魁。恐怖のマッド・サイエンティストで、ぜんまい動力研究の第一人者。表の顔は善良な農家で自らのしたい研究をするために強盗を計画し、悪の道に走る事に。その後、関わった7号の大ボケでますますひねくれていく事になっていく。春田並みの頭脳を誇り、様々な悪の発明を行う。なお、逮捕されてもその都度裁判で「責任能力なし」とされ、釈放されてしまうタチの悪い男でもある。また「人類の中で最も怪獣に近い体質の持ち主」であり、某国に拉致されて怪獣化された事がある。
吉田くん
松戸狂授の助手。外見・言動共にいたって温和でまともな青年であり、なぜ松戸狂授に付き従っているのかは謎。眼鏡を着用している。
悪の戦闘員
松戸狂授によって作られたミニロボットたち。身長40センチ程度で、ずんぐりむっくりな体型にかわいい顔をしているが、その外見とは裏腹にとてもスケベ。松戸狂授の命令を受け略奪行為を行うが、もっぱら盗むのはエロ本ばかりである。
動力はゼンマイで、毎日彼らのゼンマイを巻くのが狂授の日課である。7号とは仲良くなってしまい、「7ちゃん」と呼んでいる。
ブラッディ・ミサ（ヒットロイド33号）
松戸狂授が対AT Lady用に製作した、美少女ロボ。外観はヘヴィメタル風な少女。盗み出した新素材をかき集めた最先端の技術で作られており、究極を自負する。AT1 - 6号の能力を全て持ち合わせているが、どういうわけか土佐弁でしゃべる。松戸狂授製であるため、動力はやはりゼンマイ。
誕生直前の頭脳となる高分子結晶体争奪戦時の春田の一言で春田に惚れてしまい、7号を恋敵として付け狙う。がらくたの寄せ集めと聞いていた7号を初めは嘲笑ったが、恋敵と見た後は永遠のライバルを自称する。
武器は両端を伸縮できるフルートで、戦闘時はバトンとして用いて殴打したり、両端を伸ばした形態で運用する。
実は高所恐怖症という唯一の弱点があるが、それなのに高所で得物のフルートを吹くという奇癖の持ち主。
バイク乗りでもあり、戦闘バイク「ザイダベック号」を愛車として駆るが、一時期はそのザイダベック号でさすらっていた。
彼女の出生のエピソードは読み切り時と連載時で2回描かれているが、内容はほぼ同じであり、単行本には連載版のみ収録されている。

#### そのほかの犯罪者達
ちろりん過激団（-かげきだん）
団長・ターガンとその部下であるヒュー吉・ポー吉の3人で構成されているテロリスト。しかし、団長が気弱な為、今まで一度も破壊行為をした事が無い。
無銭飲食之介（むせんいんしょくのすけ）
一回の喰い逃げに最低でも3か月は費やして様々な準備を行い、あらゆる逃走手段を確保して化学的に喰い逃げを敢行する通称「喰い逃げの帝王」。春田が巡査の頃から追い続け乍ら一度も逮捕に至らなかったと言う経歴の持ち主。
怪盗408号（かいとう408ごう）
ソルボンヌ大学を首席で卒業した、頭脳明晰な美術品専門の泥棒。フランス貴族の末裔らしい。犯行現場に赤いバラとサイン入りのテレホンカード（使用済み）を置いて去る気障な性格の持ち主。

## メカ

### ATの専用マシン
7号以外のマシンは、全て春田が作った物である。連載の扉絵を飾るぐらいで作中では大した活躍は無い。
あさぼらけ号
7号が自ら製作した専用マシン。外観・構造共に「でっけぇミニ四駆」であり、「でっけぇ単三電池」で走る。ツインモーターなので、信地旋回（直角にまがる）および超信地旋回（くるくる回転する）が可能。更にオプションパーツの組換えで不整地・水上・地底・空中・海中でも運用可能。また、ミニ四駆の速度（時速20km弱）を人間の乗る車の大きさ（約32倍）に換算したスケールスピードそのままに、時速640kmで走行する。さらにスピードギアに変速すると、軽くマッハを超える（最高速度マッハ1.2）という怪物マシンだが、劇中では食い逃げ犯の追跡に使われただけだった。ただし電気自動車のため、無公害。
皇号（すめらぎごう）
1号の専用マシン。バイク（サイドカー）。6速のセミオートマチック。
魁号（さきがけごう）
2号の専用マシン。移動司令車。全方位レーダー・ウィンチ・昇降機を装備している。
飛燕号（ひえんごう）
3号の専用マシン。小型飛行機。双発のターボジェット無尾翼ステルス機でもある。
韋駄天号（いだてんごう）
4号の専用マシン。パトロールカー。国産唯一の水平対向12気筒エンジンを積んでいる。
毘沙門号（びしゃもんごう）
5号の専用マシン。装甲車。収納式大型レールガンを装備している。
雷神号（らいじんごう）
6号の専用マシン。大型輸送ヘリコプター。6種類の専用コンテナがあり、用途によって使い分けられる。

### 松戸狂授の作ったロボット
海の動物に因んだ姿をしているものが多い。
デメクジラーX（デメクジラーエックス）
最初にAT達と対峙したロボット。クジラに手足がついた姿をしている。
デバガメラーPP（デバガメラーピーピー）
カメの姿をしたスパイロボット。巨体に似合わず、誰にも気づかれずに偵察行動が可能。
イカンガーV3（イカンガーブイスリー）
イカの姿をしたロボット。両腕の触手から強力な電気を放電し、電気で動くあらゆるものをショートさせる。
タコカイナーZ（タコカイナーゼット）
タコの姿をしたロボット。イカンガーV3とは反対に相手の電気エネルギーを吸いとって行動不能にする能力を持つ。飛行形態・水中形態に変形可能。
シュモクザメーF1（シュモクザメーエフワン）
シュモクザメの姿をしたぜんまい式レーシングカー。時速最大300㎞で走行可能だが、ブレーキ非搭載。
エイドリアンA（エイドリアンエース）
飛行能力を持ったエイ型のロボット。

### その他
ソラリス
A国が建造した、人工知能搭載の原子力潜水艦。シャチを思わせる外観をしている。体内に12機の核弾頭を搭載している。ロボットの生殺与奪が人間の掌中にある事を憤り、原子炉を暴走させたまま東京湾へ遁走、メルトダウンで東京都もろとも自爆しようと試みる。